# Witness to War: Dr. Charlie Clements
Witness to War: Dr. Charlie Clements é um filme-documentário em curta-metragem estadunidense de 1985 dirigido e escrito por Deborah Shaffer. Venceu o Oscar de melhor documentário de curta-metragem na edição de 1986.

## Elenco
- Charlie Clements